# Anoxynops conicus
Anoxynops conicus là một loài ruồi trong họ Tachinidae.